# Selected
Recoil: Selected es un álbum recopilatorio del proyecto musical Recoil, a cargo de Alan Wilder. Fue publicado de manera anticipada el 19 de abril de 2010 a través de Mute Records. El 8 de junio del mismo año fue publicado de manera global, esto en distintos formatos.
Del material se desprendió una gira conmemorativa por los 25 años del proyecto y apoyado por Paul Kendall, con su primera etapa pasando por América del Norte y Europa bajo el nombre A Strange Hour. Luego de varias extensiones en otros países, un disco blu-ray con material en vivo grabado en Budapest fue publicado en 2012.
El álbum consiste de 2 CDs, el primer disco consiste de las canciones favoritas elegidas por Wilder bajo el manto de Recoil, siendo remasterizadas y editadas para conectarse entre sí, mientras que el segundo disco consiste de remezclas previas con algunas inéditas. Sobre las canciones elegidas, Wilder nota que la mayoría consiste de sus tres álbumes de estudio post-Depeche Mode.

## Lista de canciones

### Disco 1: Selected
| N.º      | Título                         | Duración |  |
| 1.       | «Strange Hours»                | 5:13     |  |
| 2.       | «Faith Healer»                 | 5:09     |  |
| 3.       | «Jezebel»                      | 4:29     |  |
| 4.       | «Allelujah»                    | 5:56     |  |
| 5.       | «Want»                         | 5:50     |  |
| 6.       | «Red River Cargo»              | 6:04     |  |
| 7.       | «Supreme»                      | 6:18     |  |
| 8.       | «Prey»                         | 4:52     |  |
| 9.       | «Drifting»                     | 5:17     |  |
| 10.      | «Luscious Apparatus»           | 5:39     |  |
| 11.      | «The Killing Ground (Excerpt)» | 5:42     |  |
| 12.      | «Shunt»                        | 5:47     |  |
| 13.      | «Edge to Life»                 | 5:11     |  |
| 14.      | «Last Breath»                  | 5:24     |  |
| 01:16:51 |                                |          |  |

### Disco 2: Remixed
| N.º      | Título                                          | Duración |  |
| 1.       | «Supreme (True Romance)»                        | 6:07     |  |
| 2.       | «Prey (Shotgun Mix)»                            | 5:10     |  |
| 3.       | «Drifting (Poison Dub)»                         | 7:13     |  |
| 4.       | «Jezebel (Filthy Dog Mix)»                      | 5:41     |  |
| 5.       | «Allelujah (Noise Church Mix)»                  | 5:33     |  |
| 6.       | «Stalker (Punished Mix)»                        | 7:00     |  |
| 7.       | «The Killing Ground (Solid State Mix)»          | 5:44     |  |
| 8.       | «Black Box (Excerpt)»                           | 7:17     |  |
| 9.       | «5000 Years (A Romanian Elegy for the Strings)» | 5:45     |  |
| 10.      | «Strange Hours '10» (con The Black Ships)       | 5:49     |  |
| 11.      | «Missing Piece (Night Dissolves)»               | 7:22     |  |
| 12.      | «Shunt (Pan Sonic Mix)»                         | 5:19     |  |
| 01:14:00 |                                                 |          |  |

## Posicionamiento en listas
| Listas (2010)        | Mejor posición |
| -------------------- | -------------- |
| Grecia (IFPI Greece) | 42             |